# Schroefkoppeling

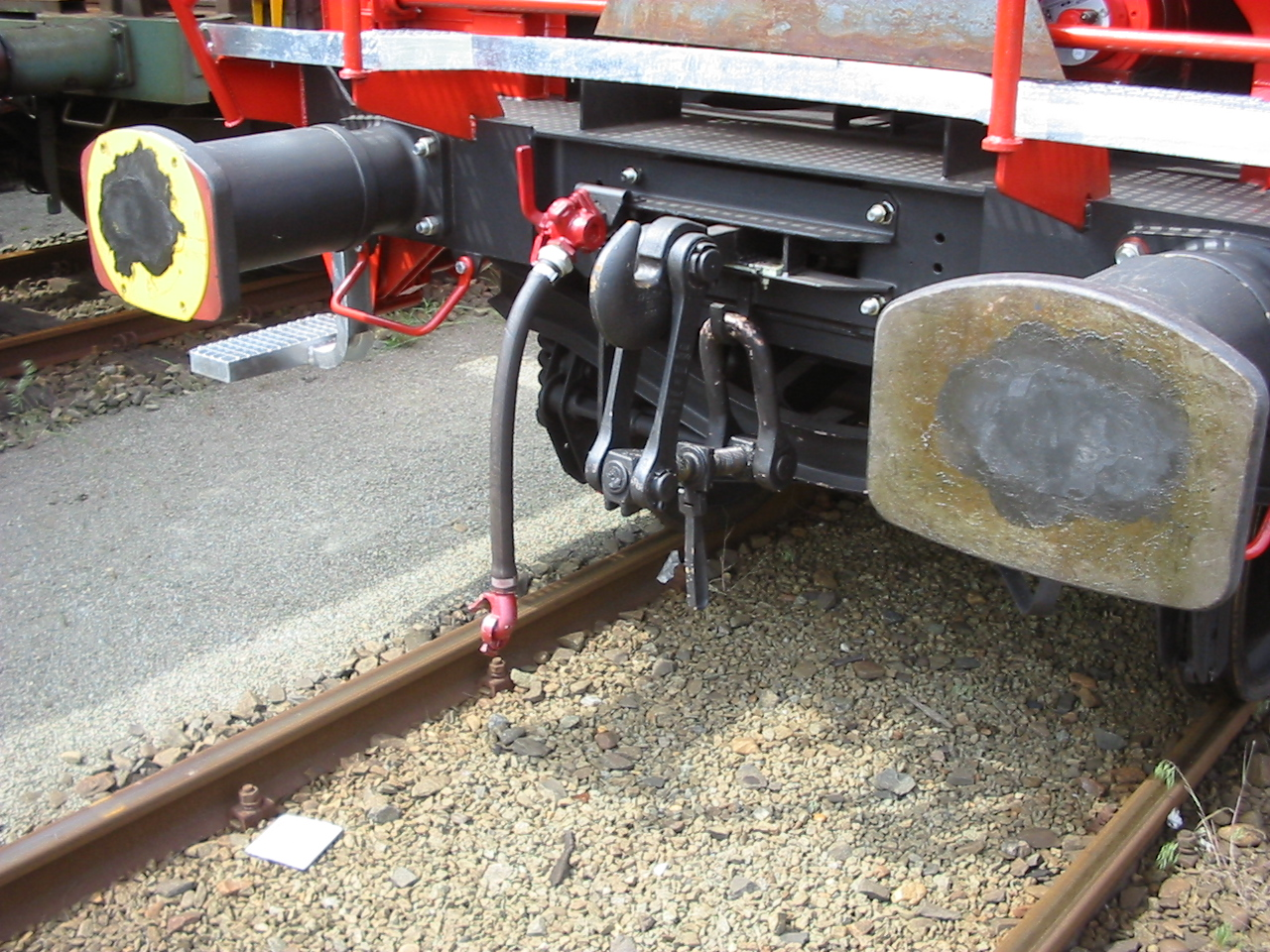
Traditionele schroefkoppeling

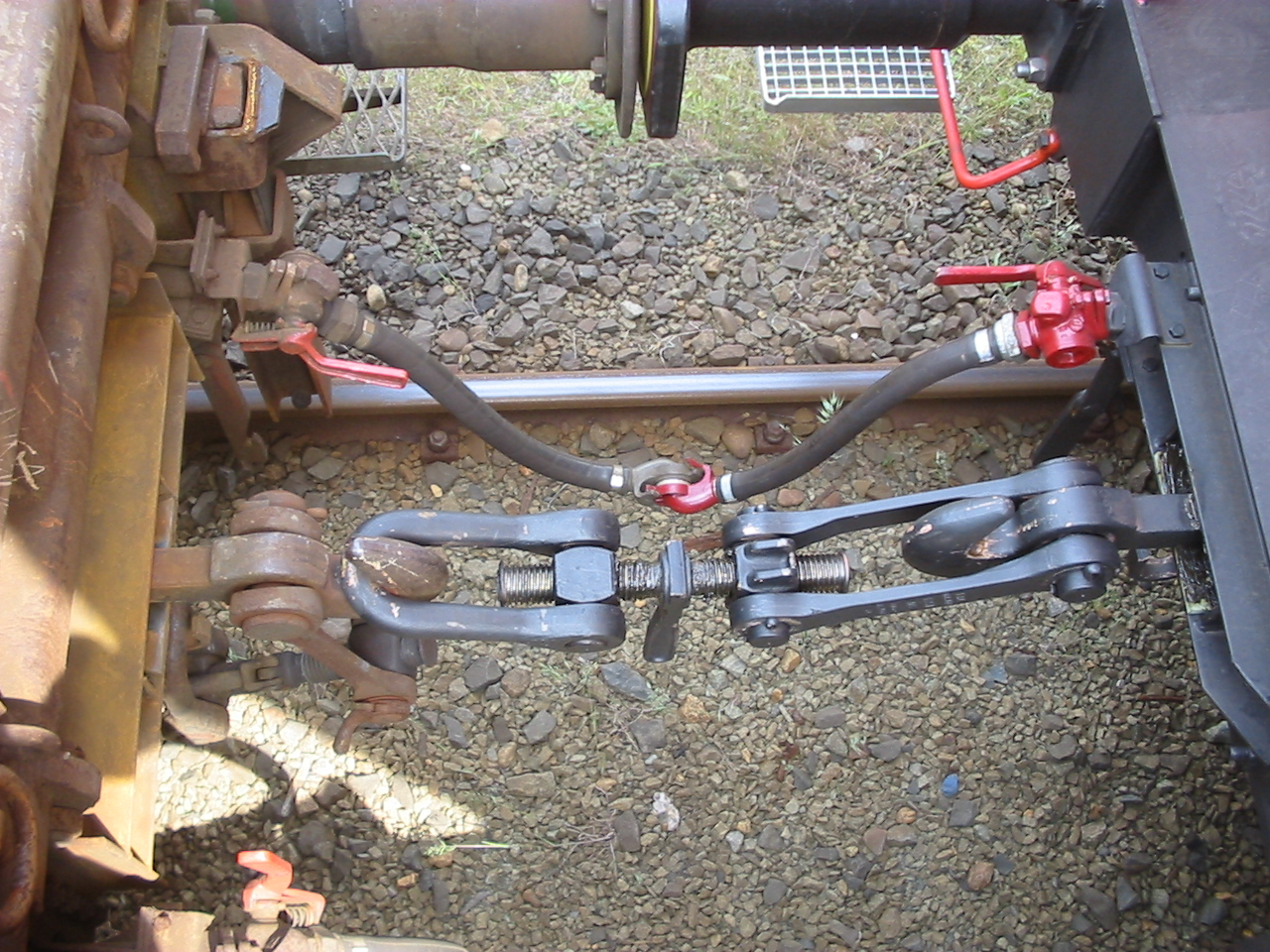
Gekoppelde goederenwagens

De schroefkoppeling is de traditionele constructie om spoorwagens aan elkaar en aan de locomotief te koppelen.
De koppeling bestaat uit een haak, waaraan een oog bevestigd is. In de andere kant van het oog zit een schroef, met in het midden een hendel, waaraan weer een ander oog bevestigd is. Wanneer de rangeerder twee treindelen aan elkaar koppelt, neemt hij het oog van een van de twee van de ophanghaak, die onder de haak van de koppeling zit, en legt het oog in de haak van het andere treindeel. Hierna draait hij de koppeling strak door aan de hendel van de schroef te draaien. Bij passagierstreinen wordt de schroefkoppeling zo strak gedraaid dat er geen ruimte tussen de buffers van de beide treindelen zit. Bij goederentreinen wordt er enige ruimte tussen de buffers gelaten, omdat zo minder vermogen nodig is bij het optrekken van de trein en bochten veiliger genomen kunnen worden. Buffers en schroefkoppelingen als manier om treindelen te koppelen noemt men in spoorwegvakkringen ook wel normaal trek- en stootwerk.
Om bij de koppeling te kunnen komen, moet de rangeerder twee keer onder de buffers doorkruipen. Het is verleidelijk om al tussen de wagens te gaan staan terwijl ze tegen elkaar worden gereden, of na het afkoppelen te blijven staan tot de wagens weggereden zijn. Om veiligheidsredenen is dat streng verboden.
De maximale trekbelasting van de koppeling bedraagt ca. 700 kN, wat ten tijde van de invoering veel was, maar nu een beperkende factor is. Zware treinen moeten van een ander type koppeling gebruikmaken. Het komt soms voor dat de trein ten gevolge van een breuk van een van de koppelingen tijdens de rit wordt gescheiden. In dat geval breken ook de luchtslangen die de treindelen verbinden voor de westinghouserem, en met het wegvallen van de luchtdruk worden beide delen van de trein geremd.
Omdat beide delen van de koppeling over zowel een haak als een ophanghaak beschikken, kan na een breuk de trein alsnog weer worden gekoppeld door de ophanghaak van de andere wagen te gebruiken.